# Міраві
Міраві (Міраї) (англ. Miravi, англ. Mirayi — озеро, розташоване на території Руанди, Східна провінція, висота над рівнем моря 1325 м. Неподалік знаходиться містечко Ґашора. Північніше розташовані озера Ґшанґа, Руміра й Муґесера, на північний захід простираються болота, за ними — озера Бірара, південніше — озера Ґахарва, Караба, Кілімбі, Рверу, південно-західніше — село Раміро.